# Meilenstein (Ballenstedt, Meile 11)

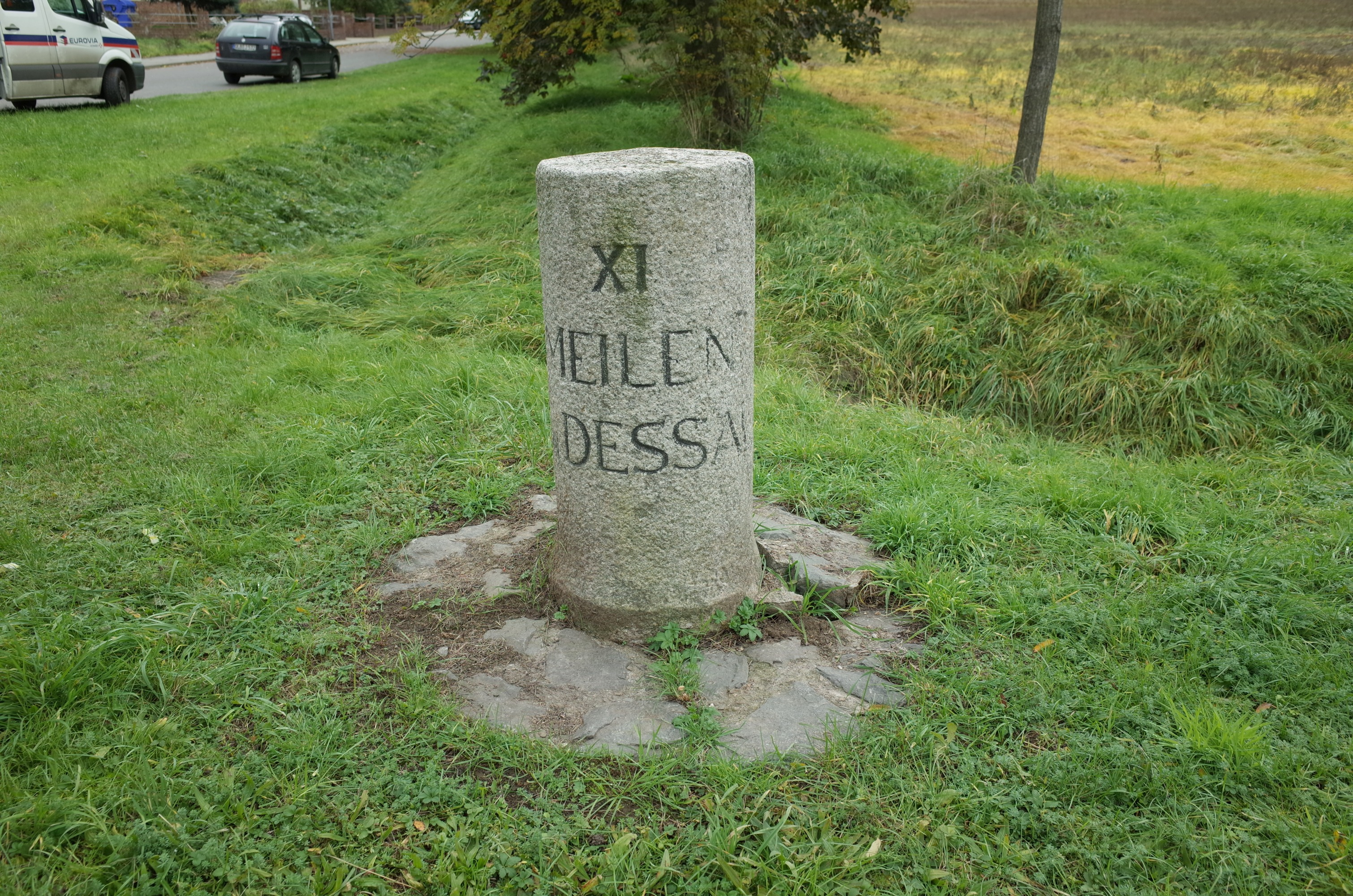
Anhaltischer Meilenstein in Ballenstedt

Der 11-Meilen-Stein in Ballenstedt ist ein Kleindenkmal im Landkreis Harz in Sachsen-Anhalt.
Ähnlich wie der benachbart stehende 10-Meilen-Stein ist auch der 11-Meilen-Stein nicht am Original-Standort erhalten, sondern später zum Chausseehaus in Ballenstedt gebracht worden. Der 80 Zentimeter hohe und 40 Zentimeter breite anhaltische Meilenstein befand sich entweder an der Straße zwischen Ballenstedt und Gernrode oder an der Straße nach Alexisbad. Wann er nach Ballenstedt gebracht wurde, ist nicht völlig geklärt, aber es wird vermutet, dass dies mit dem Ausbau der Alexanderstraße im Jahr 1926 geschah. Er hätte dann also auch historisch an der heutigen Bundesstraße 185 gestanden, die von Dessau aus hierher führt.
Hier, an der Ecke Alte Kreipe / Quedlinburger Straße, wurde er ebenso wie sein Nachbar wohl erst im Jahr 1992 aufgestellt. Dabei wurde auch die Inschrift neu ausgemalt. Sie lautet XI Meilen von Dessau. Die anhaltische Meile folgte der preußischen Meile und war 7,532 Kilometer lang. Der Stein stand also 82,8 Kilometer von der Landeshauptstadt entfernt. Er steht heute unter Denkmalschutz und ist im Denkmalverzeichnis mit der Nummer 094 50354 registriert.